# Cervicornia cuspidifera
Cervicornia cuspidifera är en svampdjursart som först beskrevs av Jean-Baptiste Lamarck 1815.  Cervicornia cuspidifera ingår i släktet Cervicornia och familjen borrsvampar.
Artens utbredningsområde är Karibiska havet. Inga underarter finns listade i Catalogue of Life.